# HD 108874 b
HD 108874 b是一顆發現於2003年的太陽系外气态巨体行星，位於后髮座。該行星的軌道位於恆星的適居帶內。該行星可能會有富含碳的衛星，与我們太陽系中富含硅的天体完全不同。該行星可能類似另一顆含有水蒸氣雲的類木行星HD 108874 c。

## 外部連結
- . The Extrasolar Planets Encyclopedia.   [2012-07-19]. （原始内容存档于2012-06-02）.